# Доньшино (Псковська область)
Доньшино (рос. Доньшино) — присілок в Палкінському районі Псковської області Російської Федерації.
Населення становить 31 особу. Входить до складу муніципального утворення Черська волость.

## Історія
Від 2015 року входить до складу муніципального утворення Черська волость.

## Населення
| 2001 | 2002 | 2010 |
| ---- | ---- | ---- |
| 37   | ↘31  | →31  |